# خواکین رودریگو
خواکین رودریگو (به اسپانیایی: Joaquín Rodrigo زاده ۲۲ نوامبر ۱۹۰۱ -درگذشت ۶ ژوئیه ۱۹۹۹) آهنگساز اسپانیایی بود
با اینکه او خود گیتار نمی‌نواخت اما با آثاری که برای این ساز آفرید به گسترش و ارتقاء گیتار به عنوان یک ساز تکنواز در جهان نقش چشمگیری داشت.

## زندگی
در ۲۲ نوامبر ۱۹۰۱ در ساگونتو (والنسیا) زاده شد. در سه سالگی بر اثر دچار شدن به بیماری دیفتری تقریباً تمامی بینایی خود را از دست داد. در هشت سالگی به آموختن پیانو، ویلن و سرایش (solfège) پرداخت و در شانزده سالگی آموختن هارمونی و آهنگسازی را آغاز کرد. رودریگو در ۱۹۲۷ در پاریس و در مدرسه اکول نورمال به فراگیری موسیقی با پل دوکا ادامه داد. او هم‌چنین موسیقی‌شناسی را نزد موریس امانوئل فرا گرفت. رودریگو نخستین اثر خود را در سال ۱۹۲۳ منتشر کرد و در سال ۱۹۲۵ به خاطر پنج قطعه برای کودکان (Cinco piezas infantiles) جایزه ملی اسپانیا را دریافت نمود. در ۱۹۳۳ با یک نوازنده پیانو در والنسیا ازدواج کرد و با دریافت کمک هزینه به پاریس بازگشت و در هنرستان موسیقی پاریس و دانشگاه سوربن به آموختن موسیقی ادامه داد. او مدتی را در کشورهای فرانسه، آلمان، اتریش و سویس به کار مشغول بود اما سرانجام در ۱۹۳۹ به مادرید بازگشت.

رودریگو در ۱۹۴۰(یک سال پس از خلق اثر) با اجرای نخستینِ کنسرتو آرانخوئز (Concierto de Aranjuez) برای گیتار و ارکستر، که با موفقیت تمام همراه است به شهرت فراوان دست یافت. موفقیت این قطعه در سده بیستم و تا به امروز بسیار چشمگیر بوده است و باعث آن شد تا رودریگو سفارش‌هایی برای نوشتن کنسرتوهای دیگری دریافت کند از جمله کنسرتو برای فلوت و ارکستر سفارش شده توسط جیمز گال وی، کنسرتو برای ویلنسل و ارکستر سفارش شده توسط جولین لوید وبر و در ۱۹۵۴ «فانتزی برای یک نجیب زاده» (Fantasía para un gentilhombre) برای گیتار و ارکستر به سفارش آندرس سگوبیا، همچنین کنسرتو آندالوس برای ۴ گیتار و ارکستر را به سفارش سلدونیو رومرو (Celedonio Romero) برای او و ۳ پسرش آفرید.
رودریگو همزمان با آفرینش موسیقی به کار نقد هنری نیز پرداخت و در رادیو ملی اسپانیا و سازمان ملی نابینایان اسپانیا نیز به کار مشغول شد. او در ۱۹۵۰ به آکادمی هنرهای زیبا در سن فرناندو راه یافت و در سال ۱۹۶۳ در فرانسه موفق به دریافت لژیون دونور شد و سال پس از آن دکترای افتخاری دانشگاه سالامانک را دریافت کرد. رودریگو در سال ۱۹۷۸ در آکادمی سلطنتی علوم، ادبیات و هنرهای زیبای بلژیک جانشین بنجامین بریتن شد. در ۱۹۸۶ از دانشگاه ساوثرن کالیفرنیا، در ۱۹۸۸ از دانشگاه پلی تکنیک والنسیا، در ۱۹۸۹ از دانشگاه آلیکانت و در ۱۹۹۰ از دانشگاه اکستر دکترای افتخاری دریافت کرد. در سال ۱۹۹۰ خوان کارلوس پادشاه اسپانیا لقب «مارکی باغ‌های آرانخوئس» (Marqueses de los Jardines de Aranjuez)را به او و همسرش اهدا کرد. او در مجموع ۱۷۰ اثر آفرید.

وی در ۶ ژوئیه ۱۹۹۹ در مادرید درگذشت.

## موسیقی رودریگو
پیوند موسیقی محلی اسپانیا و موسیقی کلاسیک عنصری مهم در موسیقی رودریگو به شمار می‌آید. نخستین آثارش بیشتر موسیقی آوازی بود ولی آثار او برای ارکستر بود که موجب شناخته شدنش گردید: کنسرتو قهرمانی (Concierto heroico) برای پیانو و ارکستر در سال ۱۹۴۲، کنسرتو تابستان (Concierto de estio) برای ویلن و ارکستر در ۱۹۴۳، کنسرتو با وقار (Concierto in modo galante) برای ویلنسل و ارکستر، کنسرتو سرناد (Concierto serenata) برای هارپ و ارکستر در ۱۹۵۲، کنسرتو آندالوس برای ۴ گیتار و ارکستر در ۱۹۶۷، کنسرتو مادریگال (Concierto-madrigal) برای ۲ گیتار و ارکستر در ۱۹۶۸ و کنسرتو برای یک جشن (Concierto para una fiesta) در ۱۹۸۲.
خود او دربارهٔ موسیقیش چنین می‌گوید:
من فکر می‌کنم که موسیقی اسپانیایی که موسیقی‌ای یگانه و بی‌همتاست است -و با کمال تواضع موسیقی من نیز موسیقی‌ای یگانه است - را نمی‌توان موسیقی نئو کلاسیک دانست، زیرا موسیقی اسپانیایی بر خلاف موسیقی ایتالیایی، آلمانی و حتی فرانسوی هرگز این چنین دوره‌ای را به خود ندید. می‌پندارم که موسیقی من پیش از هر چیز از گرایش‌های مکتب ملی اسپانیا دنبال روی کرد سپس از حضور و ورود عنصرهایی که من آنها را پلاستیسیزم می‌نامم، یعنی احترام به کاربردها و سنت‌ها.
او بیشتر آثار خود را برای دو سازی که بر دیگر سازها برتری می‌داد یعنی گیتار و هارپ آفرید و کنسرتوهای خود را با ساختاری کاملاً سنتی و کلاسیک خلق کرد. در میان آثار سازی، اثر بسیار نامدار و محبوب او که بیش از هر اثر دیگرش اجرا می‌گردد کنسرتو آرانخوئس است. رودریگو گفته است: «هرگز تصور نمی‌کردم که این کنسرتو این‌همه شیفتگی در میان مردم، سنت‌ها و سلیقه‌های گوناگون بر بینگیزد»
رودریگو به دوباره زاییده شدن موسیقی اسپانیایی با گسترش آثار برای گیتار و ادامه دادن راه مانوئل ده فایا کمک شایان کرد.

## برخی از آثار
- کنسرتو فلوت
- کنسرتو ویلن
- کنسرتو پیانو
- ۲ کنسرتو ویلنسل
- کنسرتو آرانخوئز
- کنسرتو آندالوس برای ۴ گیتار و ارکستر